# Leptobrachella ventripunctata
Leptobrachella ventripunctata — вид жаб родини азійських часничниць (Megophryidae).

## Поширення
Вид поширений на півдні Китаю та на півночі Таїланду.